# Burbusay

## Fundación e historia
Descubierto por el Capitán Español Diego Ruiz de Vallejo en el año 1549. Este territorio estaba ocupado por la tribu de los indios Burbusayes, colindante por el norte con el territorio de los Miquías, y por el sur con la tierra de los indios Boconóes. Su principal cacique se llamaba Burbusay (Tribu)  y tenía dividido su territorio es las tribus de los Bisnajaes, Tonojóes, Chejendées, Cabimbúes, Tirandáes, Miquinoques, Fanayes, Victoraes y Guandáes. 
Este  pueblo fue fundado en el año 1597 por el Capitán Andrés Sanz. Su primera capilla fue dedicada a San Pedro Mártir, y para el año 1876 se erigió en Parroquia Eclesiástica con una nueva capilla dedicada a San Antonio de Padua. 

## Ubicación, cultura y clima
Esta población situada en un hermoso valle de agradable clima, es una comunidad de gente laboriosa y su principal fuente de ingreso es la horticultura, allí podemos deleitar nuestra vista con los diferentes matices del verde que adorna sus mesetas y con las finas gotas de agua, que cual cola de garza, refrescan sus cultivos. 
Sus hombres fuertes y viriles y sus mujeres de rosadas mejillas son un emporio de cordialidad y afecto. 
Dista a 24 kilómetros de Boconó por carretera pavimentada, situado a 1613 metros sobre el nivel del mar, con una temperatura media anual de 17 °C.
Esta comunidad organiza “La Feria de las Flores” cuyo día central es el 30 de agosto para venerar a la imagen de Santa Rosa de Lima. Su movimiento cultural es bastante amplio y se desarrollan muy bien en las actividades teatrales y de danza. Mantiene como manifestación folklórica, el baile de Santo Domingo, danza de origen español, el cual se ejecuta en fiestas familiares durante cualquier época del año y en ocasiones especiales por grupos culturales.

## Gastronomía
Los platos típicos de esta región son el mojo de huevo con ají, la cachapa de maíz amarillo rellena con cuajada, el higo relleno y el pan criollo.